# Андреас Брекке
Андреас Брекке (норв. Andreas Brecke, 14 вересня 1879 — 13 червня 1952) — норвезький яхтсмен.
Олімпійський чемпіон 1912 (8 метрів), 1920 6 метрів (правила 1919 року) років.